# چارلی هیدن
چارلی هِیدن (انگلیسی: Charlie Haden; ۶ اوت ۱۹۳۷ – ۱۱ ژوئیهٔ ۲۰۱۴) آهنگساز، کنترباس‌نواز و رهبر گروه اهل ایالات متحده آمریکا بود. او بیش از پنج دهه (بین سال‌های ۱۹۵۷ تا ۲۰۱۴ میلادی) فعالیت کرد و آثاری ژرف و گیرا در موسیقی جاز آفرید. هیدن از موسیقی‌دانانی بود که مفهوم هارمونی را در بِیس‌نوازیِ جاز متحول کرد.